# 布施格拉本河 (錫克斯巴赫河支流)
49°42′29″N 10°12′50″E / 49.70805°N 10.21383°E
布施格拉本河（德語：Buschgraben），是德國的河流，位於該國東南部，由巴伐利亞負責管轄，屬於錫克斯巴赫河的左支流，河道全長2.3公里，流域面積4.8平方公里。